# Leon Askin

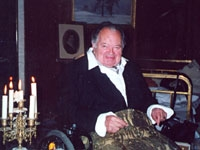
Leon Askin in „Alma – A Show Biz ans Ende“ (2001)

Leon Askin (* 18. September 1907 als Leo Aschkenasy in Wien; † 3. Juni 2005 ebenda) war ein österreichisch-amerikanischer Schauspieler, Schauspiellehrer, Regisseur, Drehbuchautor und Produzent.

## Leben
Leo Aschkenasy wurde als Sohn der Eheleute Samuel und Malwine Aschkenasy in Wien geboren, wo er auch aufwuchs. Nach seinen ersten Bühnenauftritten 1926 wurde er Eleve im Theater in der Josefstadt unter der Leitung von Max Reinhardt. Von 1928 bis 1932 war er an Louise Dumonts Düsseldorfer Schauspielhaus engagiert und spielte u. a. die Rollen des „Legendre“ in Büchners Dantons Tod, des „Filch“ in Brechts Dreigroschenoper, des „Aljosha“ in Gorkis Nachtasyl und des „Baccalaureus“ in Goethes Faust II. Ab Herbst 1932 spielte Aschkenasy unter Leopold Lindtberg an den Städtischen Bühnen Düsseldorf bei Walter Bruno Iltz und hatte als „Pfeifer“ in Hauptmanns Die Weber großen Erfolg, ebenso in seiner letzten Rolle vor Hitlers Machtübernahme als „Spiegelberg“ in Schillers Die Räuber.
Aschkenasy wurde am 11. März 1933 aufgrund seiner jüdischen Herkunft vom Theater zwangsbeurlaubt. Im April 1933 wurde er auf offener Straße verhaftet und kurzfristig ins Polizeigefängnis gebracht, wo er Schikanen und Misshandlungen ausgesetzt war. Nach seiner Entlassung auf Intervention des österreichischen Konsuls flüchtete er nach Paris, wo er das Kabarett „Künstler-Klub Paris–Wien“ ins Leben rief und Schauspieler wie Lilli Palmer, Felix Bressart oder Kurt Gerron beschäftigte.
1935 kehrte Aschkenasy nach Wien zurück. Neben Theaterauftritten wirkte er als Regisseur und künstlerischer Leiter des „ABC“, das als ein betont anti-nationalsozialistisches Kabarett der Zwischenkriegszeit galt. In dieser Position protegierte er auch Jura Soyfer. In den Märztagen des Jahres 1938 flüchtete er neuerlich nach Paris. Seine Eltern sah er nie wieder; sie wurden 1942 aus Wien in das KZ Theresienstadt deportiert und sind seitdem verschollen. Aschkenasy wurde bei Kriegsausbruch in Frankreich als feindlicher Ausländer interniert und kam in das Lager Meslay-du-Maine, das er nach sechs Monaten verlassen durfte, weil sein US-Visum eingetroffen war.
1940 kam Leo Aschkenasy in die USA und leitete dort bis Dezember 1941 das Civic Theater in Washington D.C. Er wurde amerikanischer Staatsbürger und nannte sich ab 1943 Leon Askin. Als Unteroffizier der amerikanischen Armee war er in England stationiert, wo er für die Erstellung von Erziehungs- und Informationsprogrammen in den Kasernen verantwortlich war.
In den Jahren 1947/1948 lehrte er an Erwin Piscators berühmtem Dramatic Workshop in New York. 1947 inszenierte er Faust mit Albert Bassermann als „Mephisto“ und stand selbst in der Rolle des Titelhelden auf der Bühne. Von 1952 bis 1994 lebte er in Hollywood und spielte in zahlreichen Filmen, u. a. im ersten Cinemascope-Film Das Gewand oder in Billy Wilders Eins, zwei, drei. Es folgten Auftritte im deutschen Film und an deutschen Theatern, u. a. als „Othello“ in den Hamburger Kammerspielen 1957 in William Shakespeares gleichnamigem Stück und als „Volpone“ 1958/1959 in Berlin in dem gleichnamigen Stück von Ben Jonson.

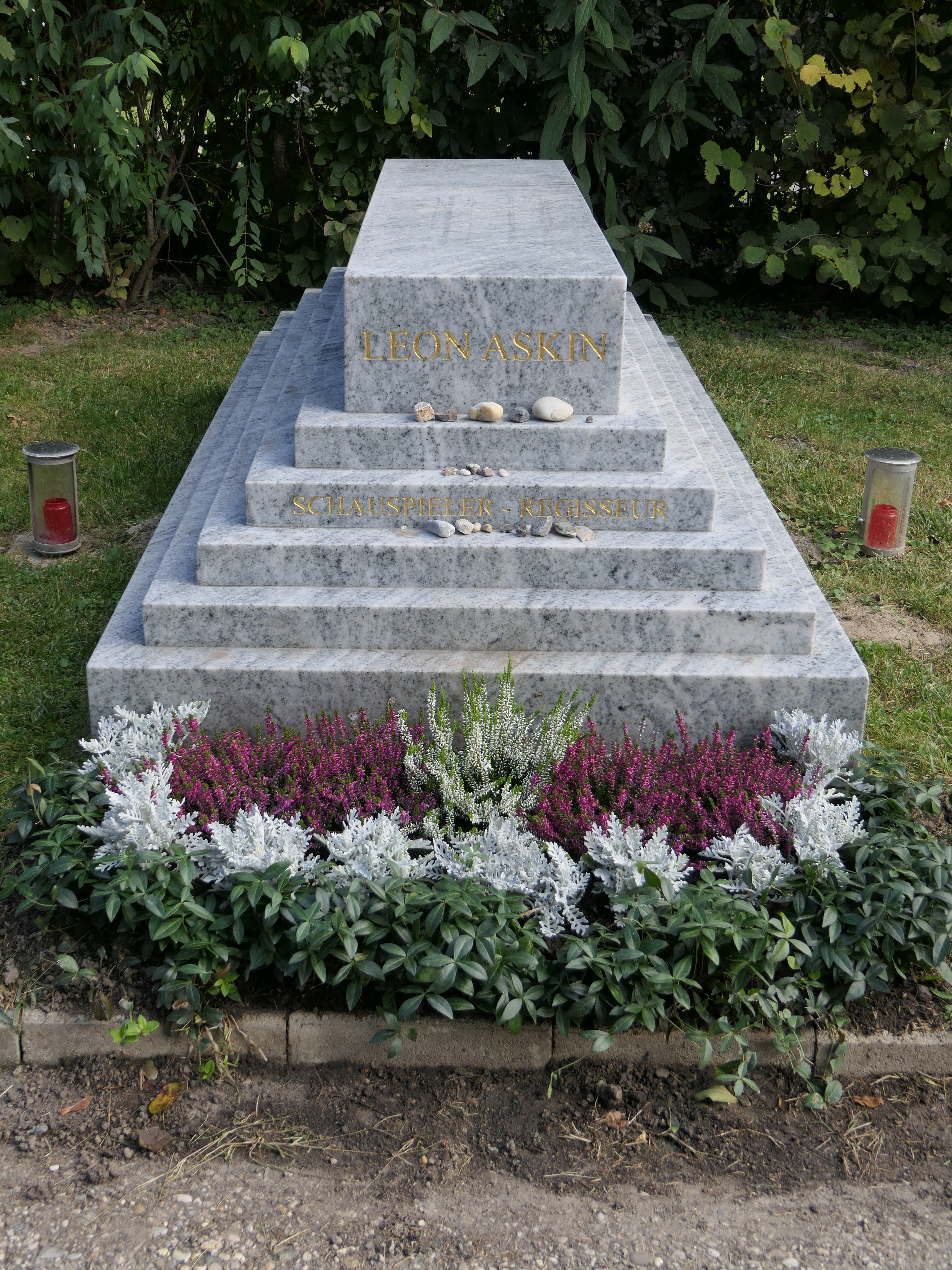
Grab von Leon Askin

In den 1960er Jahren wurde Leon Askin durch seine Darstellung des „General Burkhalter“ in der US-amerikanischen Fernsehserie Ein Käfig voller Helden einem größeren Publikum bekannt.
Nach der Trennung von seiner zweiten Ehefrau kehrte Askin 1994 endgültig nach Wien zurück. Im selben Jahr stand er in dem österreichischen Kinofilm Höhenangst und als „Lanz von Liebenfels“ in Adolf Hitler – Mein Krampf vor der Kamera. 1995 wirkte er als Kabarettist unter dem Titel „Kleinkunst einst und jetzt“. In der Festwochenproduktion Der Vater von Joshua Sobol und Niklas Frank trat er als katholischer Priester „Sixtus O´Connor“ im Theater an der Wien unter der Regie von Paulus Manker auf. 1996/1997 spielte er an der Wiener Volksoper die Rolle des „Tschang“ in der Operette Das Land des Lächelns.
Sechs Jahre lang war er in der Produktion Alma – A Show BIZ ans Ende von Joshua Sobol unter der Regie von Paulus Manker im Sanatorium Purkersdorf Zeitzeuge. Von 2002 bis 2004 las er im Wiener Schauspielhaus an 25 Abenden den Weltuntergang von Jura Soyfer. Im selben Jahr heiratete der bereits 95-Jährige ein drittes Mal.
Leon Askin starb am 3. Juni 2005 im Alter von 97 Jahren im Kaiser-Franz-Josef-Spital in Wien. Er wurde auf dem Wiener Zentralfriedhof in einem Ehrengrab (Gruppe 33G, Nummer 34) beigesetzt.

## Auszeichnungen und Ehrungen
- 1988: Österreichisches Ehrenkreuz für Wissenschaft und Kunst
- 1994: Silbernes Ehrenzeichen für Verdienste um das Land Wien
- 1996: Verleihung des Berufstitels „Professor“
- 2002: Österreichisches Ehrenkreuz für Wissenschaft und Kunst I. Klasse
- 2002: Goldenes Ehrenzeichen für Verdienste um das Land Wien[9]
- 2003: Goldener Rathausmann der Stadt Wien anlässlich des 75-jährigen Bühnenjubiläums

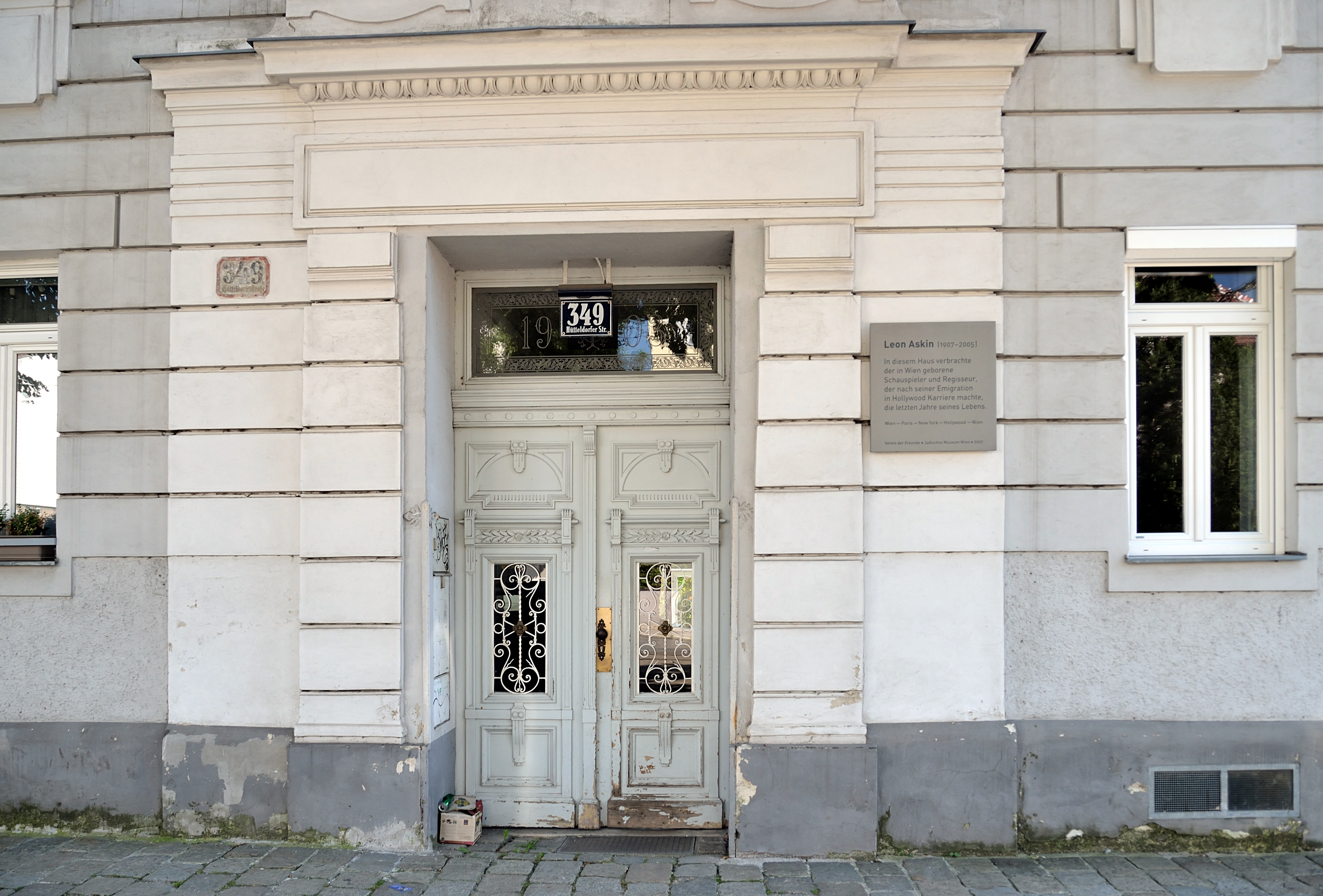
Haus Hütteldorfer Straße 349 mit Gedenktafel

- 2007: Leon-Askin-Platz in Wien-Penzing per Gemeinderatsbeschluss vom 6. März (bei der Endstelle der Straßenbahnlinie 52)[10]
- 2007: Aufstellung einer Büste des Bildhauers Hubert Wilfan im Wiener Türkenschanzpark anlässlich seines 100. Geburtstags[11]
- 2007: Aus demselben Anlass wurde am Haus Hütteldorfer Straße 349 in Wien-Penzing, seinem letzten Wohnsitz, eine Gedenktafel enthüllt.
- 2009: In der Sechsschimmelgasse 19 in Wien-Alsergrund wurde ein Gemeindebau nach ihm benannt.
- 2010: Am 27. Mai wurden die beiden Grünflächen in der Grundsteingasse in Ottakring Leon-Askin-Park benannt.[12]

## Ehrenfunktionen
- Ehrenpräsident von CCC-International – Children’s Communication Corner
- Honorary Artistic Director der „Academy of Continuing Education in the Arts“

## Theater

### Inszenierungen
- 1935: Die erste Legion von Emmet Lavery, Linz
- 1933–1938: Literarische und politische Kabarettproduktionen in Paris und Wien
- 1941:
  - The Gentle People von Irwin Shaw, Washington, D.C.
  - Der Kaiser von Amerika von George Bernard Shaw, Washington, D.C.
  - Menschen in Weiß von Sidney Kingsley, Washington, D.C.
  - Thunder Rock von Robert Ardrey, Washington, D.C.
  - The American Way von George Simon Kaufman, Washington, D.C.
  - Troilus und Cressida von William Shakespeare, Washington, D.C.
- 1946: La locandiera von Carlo Goldoni, New York
- 1947:
  - Faust I von Johann Wolfgang Goethe, New York
  - Der Kaufmann von Venedig, New York
- 1954: Die heilige Johanna von George Bernard Shaw, Los Angeles
- 1955: Frau Warrens Gewerbe von George Bernard Shaw, Hamburg
- 1957: Die Häuser des Herrn Sartorius von George Bernard Shaw, Hamburg
- 1975: Das Ei von Félicien Marceau, Los Angeles
- 1979: Fever in the Brain von Marvin Aron, Los Angeles

### Theaterschauspieler
- 1926:
  - Schrei aus der Straße von Rolf Lauckner, Pan Spiele, Wien
  - Der holländische Kaufmann von Lion Feuchtwanger, Pan Spiele, Wien
  - Das Apostelspiel von Max Mell, Pan Spiele, Wien
- 1928:
  - „Legendre“ in Dantons Tod von Georg Büchner, Düsseldorf
  - „Kammerdiener“ in Kabale und Liebe von Friedrich Schiller, Düsseldorf
- 1929:
  - „Lancaster“ in Leben Eduards des Zweiten von England von Bertolt Brecht und Lion Feuchtwanger, Düsseldorf
  - „Filch“ in Die Dreigroschenoper von Bertolt Brecht (Mitarbeiter E. Hauptmann, K. Weill), Düsseldorf
- 1930:
  - „Aljosha“ in Nachtasyl von Maxim Gorki, Düsseldorf
  - „Gunner“ in Misalliance von George Bernard Shaw, Düsseldorf
  - „Dreyfuss“ in Affaire Dreyfuss von Hans José Rehfisch, Düsseldorf
- 1931: „Pistol“ in Heinrich IV. II von William Shakespeare, Düsseldorf
- 1932:
  - „Baccalaureus“ in Faust II von Johann Wolfgang Goethe, Düsseldorf
  - „Borachio“ in Viel Lärm um nichts von William Shakespeare, Düsseldorf
  - „Pfeifer“ in Die Weber von Gerhart Hauptmann, Düsseldorf
- 1933: „Spiegelberg“ in Die Räuber von Friedrich Schiller, Düsseldorf
- 1935:
  - „Benvolio“ in Romeo und Julia von William Shakespeare, Linz
  - „Gorotschenko“ in Towarisch von A. Duval, Linz
- 1936: „Stogumber“ in Die heilige Johanna von George Bernard Shaw, Bratislava
- 1937: „Pater Ahern“ in Die erste Legion von Emmet Lavery, Linz
- 1937:
  - „Greene“ in Dr. Clitterhouse, Wien
  - „Le soldat inconnu“ in „Le Tombeau du Soldat Inconnu“ von P. Raynal (auf Französisch), Wien
- 1947:
  - „Ringmaster“ in Temporary Island von Halstead Welles, New York (Broadway)
- 1947/1948:
  - „Faust“ in Faust I von Johann Wolfgang Goethe (in deutscher Sprache), New York (Broadway)
  - „Präsident“ in Die Irre von Chaillot von Jean Giraudoux, New York (Broadway)
  - „Shylock“ in Der Kaufmann von Venedig von William Shakespeare, New York (Broadway)
- 1948/1949:
  - „Sandor Turai“ in The Play's the Thing (Spiel im Schloss) von Ferenc Molnár
  - „Uncle Chris“ in I Remember Mama von John van Druten, Gastspiel/Tournee
- 1950/1951: „Judas“ in 20th Century von Ben Hecht und Charles McArthur, New York (Broadway)
- 1955: „Croft“ in Frau Warrens Gewerbe von George Bernard Shaw, Hamburg
- 1957:
  - „Othello“ in Othello von William Shakespeare, Hamburg
  - „Sartorius“ in Die Häuser des Herrn Sartorius von George Bernard Shaw, Hamburg
- 1958/1959: „Volpone“ in Volpone von Ben Jonson, Berlin
- 1959 „Berullis“ in Die Herberge von Fritz Hochwälder, Berlin
- 1960: „Wirt“ in Der grüne Kakadu von Arthur Schnitzler mit Klaus Kinski, Berlin
- 1962: „Pozzo“ in Warten auf Godot von Samuel Beckett mit Otto Schenk, Wien
- 1968: „Marquis de Sade“ in Die Verfolgung und Ermordung Jean Paul Marats dargestellt durch die Schauspielgruppe des Hospizes zu Charenton unter Anleitung des Herrn de Sade von Peter Weiss, Wien
- 1971: „Dumptsy“ in Idiots Delight von Robert Sherwood, Los Angeles
- 1995:
  - Kabarett – Kleinkunst einst und jetzt, Wien
  - „Sixtus O'Connor“ in Der Vater, von Niklas Frank und Joshua Sobol, Regie: Paulus Manker, Wien
- 1996–1999: „Tschang“ in Das Land des Lächelns, Volksoper Wien, Regie: Klaus Maria Brandauer, Wien
- 1996–2001: „Zeitzeuge“ in Joshua Sobols Polydrama Alma – A Show Biz ans Ende. Sanatorium Purkersdorf, Regie: Paulus Manker, Wien
- 2002–2004: „Der Weltuntergang“ von Jura Soyfer – monologisiertes Drama, Schauspielhaus Wien

## Filmografie (Auswahl)
- 1952: Budapest antwortet nicht (Assignment – Paris!)
- 1952: Der Weg nach Bali (Road to Bali)
- 1952: Der Legionär der Sahara (Desert Legion)
- 1953: Der Prinz von Bagdad (The Veils of Bagdad)
- 1953: Flucht aus Shanghai (South Sea Woman)
- 1953: Three Lives
- 1953: Sindbads Sohn (Son of Sinbad)
- 1953: Das Gewand (The Robe)
- 1954: Die Lachbombe (Knock on Wood)
- 1954: Das Tal der Könige (Valley of the Kings)
- 1954: Das Geheimnis der Inkas (Secret of the Incas)
- 1954: Geheimdienst im Dschungel (China Venture)
- 1955: Spy Chasers
- 1955: Carolina Cannonball
- 1956: The Charles Farrell Show (TV-Serie)
- 1958: The Last Blitzkrieg
- 1958: Der Schinderhannes
- 1959: Der Mann im Manne
- 1959: Abschied von den Wolken
- 1960: Herrin der Welt
- 1960: Pension Schöller
- 1960: Die Irre von Chaillot
- 1960: Weit ist der Weg
- 1960: Bis dass das Geld Euch scheidet …
- 1961: Unter Ausschluß der Öffentlichkeit
- 1961: Eins, zwei, drei (One, Two, Three)
- 1961: Immer Ärger mit dem Bett
- 1962: Sherlock Holmes und das Halsband des Todes
- 1962: Lulu
- 1962: Das Testament des Dr. Mabuse
- 1964: John Goldfarb, Please Come Home
- 1965: Bitte nicht stören! (Do Not Disturb)
- 1965–1971: Ein Käfig voller Helden, auch Stacheldraht und Fersengeld (Hogan’s Heroes), Fernsehserie
- 1966: Was hast du denn im Krieg gemacht, Pappi? (What Did You Do in the War, Daddy?)
- 1967: Die Bankräuberbande (The Caper of the Golden Bulls)
- 1967: Zoff für zwei (Double Trouble)
- 1967: Die Hölle von San Sebastian (La bataille de San Sebastian)
- 1967: Die tollen Abenteuer der schönen Pauline (The Perils of Pauline)
- 1968: Funkstreife XY – ich pfeif’ auf mein Leben
- 1968: Lucrezia Borgia – Die Tochter des Papstes
- 1968: The Maltese Bippy
- 1968: The Wicked Dreams of Paula Schultz
- 1969: Ein „feines“ Pärchen (Ruba al prossimo tuo)
- 1969: Blonde Köder für den Mörder
- 1971: Der schwarze Graf
- 1972: Hammersmith ist raus (Hammersmith is Out)
- 1972: Big Boy – Der aus dem Dschungel kam (The World’s Greatest Athlete)
- 1972: Mrs. Widow
- 1973: Perahim – die zweite Chance
- 1973: Die Maghrebinischen Geschichten
- 1973: Genesis II
- 1974: Die gelbe Nachtigall (TV)
- 1974: Affäre Hofrichter
- 1974: Karl May
- 1974: Frankenstein Junior (Young Frankenstein)
- 1975: Parapsycho – Spektrum der Angst
- 1975: Maghrebinische Geschichten
- 1975: Verurteilt 1910
- 1975: Dr. Death: Seeker of Souls
- 1976–1983: Kottan ermittelt (Fernsehserie, einige Episoden)
- 1977: Meeting of Minds (Fernsehserie, 4 Episoden)
- 1979: Affen, Gangster und Millionen (Going Ape)
- 1982: The Horror Star (Frightmare)
- 1982: Die unglaubliche Reise in einem verrückten Raumschiff (Airplane II: The Sequel)
- 1984: First Strike – Atom-U-Boot in geheimer Mission (First Strike)
- 1984: A Stroke of Genius
- 1984: Odd Jobs
- 1985: Savage Island
- 1985: Stiffs
- 1987: Deshima
- 1993: OcchioPinocchio
- 1994: Höhenangst, Regie: Houchang Allahyari
- 1994: Hitler – Mein Krampf
- 1995: Kommissar Rex (Fernsehserie)
- 1995: Die Fernsehsaga – Eine steirische Fernsehgeschichte
- 1995: Glück auf Raten
- 1995: Tödliche Liebe
- 1997: Die Bräute
- 1997: Black Flamingos – Sie lieben euch zu Tode
- 1998: Kubanisch rauchen
- 2001: Ene mene muh – und tot bist du, Regie: Houchang Allahyari

## Autobiografie
- Der Mann mit den 99 Gesichtern. Böhlau, Wien 1998, ISBN 3-205-98885-X.